# François-Xavier Bagnoud
Pour les articles homonymes, voir Bagnoud.
François-Xavier Bagnoud est un pilote suisse, né le 11 septembre 1961 à Genève et mort le 14 janvier 1986 lors d'un accident d'hélicoptère au Mali, dans le cadre du Rallye Paris-Dakar.

## Biographie
François-Xavier Bagnoud naît en 1961 à Genève, en Suisse, de Bruno Bagnoud (1935-2022), fondateur de l'entreprise valaisanne Air-Glaciers. et d'Albina du Boisrouvray, journaliste et productrice française d'ascendance noble, notamment liée à la famille princière de Monaco ; François-Xavier est ainsi le cousin du prince Albert II de Monaco. Il a deux frères cadets, Pascal (né et mort en 1962), et David (né en 1968) ; ce dernier travaille à Air-Glaciers.
Bagnoud grandit à Paris, et obtient baccalauréat et diplôme à l'école américaine de Paris. En 1979, il entre à l'école d'ingénierie aérospatiale de l'université du Michigan, et y suit des études d'ingénieur. Au cours de ses études, il fonde une section estudiantine locale de l'American Helicopter Society, et rédige un manuel sur l'apprentissage du vol en hélicoptère.
Après ses études, il devient pilote hélicoptère pour Air-Glaciers, chez qui il effectue des missions de sauvetage en montagne. Bagnoud est notamment à son époque le plus jeune pilote certifié IFR en Europe.

### Mort
Le 14 janvier 1986, l'hélicoptère qu'il pilotait dans le cadre du rallye Paris-Dakar est pris dans une forte tempête de sable. À bord se trouvent également le chanteur Daniel Balavoine, le créateur du rallye Thierry Sabine, la journaliste Nathalie Odent et Jean-Paul Le Fur, technicien, opérateur radio travaillant pour RTL. À la nuit tombante, ils se posent à vingt-deux kilomètres du bivouac installé au bord du fleuve Niger. Ils demandent d'abord que l'on envoie une voiture les chercher, puis redécollent tout de même mais, 14 kilomètres plus loin, l'hélicoptère heurte soit le sol, soit l'un des rares arbres présents, et part en looping sur plus de 150 mètres en se désintégrant, à 8 kilomètres de Gourma-Rharous, au Mali.
Quelques jours seulement après le drame, Bruno Bagnoud, père du pilote, s'appuyant sur le carnet de bord retrouvé de son fils, prétend que Thierry Sabine était aux commandes de l'appareil ce soir-là. L'idée est rapidement contestée par de nombreux témoignages affirmant que Thierry Sabine était incapable de voler de nuit. Bruno Bagnoud s'est aussi interrogé sur une possible bavure militaire, car l'appareil survolait alors une zone de conflit, des véhicules auraient même essuyé des tirs. Malgré tout, ces hypothèses ne semblent pas suffisantes pour démentir la version officielle qui est la plus largement admise, à savoir celle d'un accident lié aux conditions météorologiques.
Après l'accident, François-Xavier Bagnoud est enterré au cimetière du Châble, en dessous de Verbier, dans le canton du Valais.

## Hommages
Après sa mort, le nom de François-Xavier Bagnoud est donné à plusieurs bâtiments et associations,.
A Sion, près du bâtiment de la HES-SO du Rawyl (École d'ingénieurs du Valais), une chapelle a été transformée en aula qui porte également son nom. Ce projet a reçu le soutien de l’État du Valais et du clergé.
Le nom de François-Xavier Bagnoud a été donné à un observatoire astronomique (l'observatoire François-Xavier-Bagnoud (en)) situé au-dessus du village de Saint-Luc en Valais,, ainsi qu'à un prix qui est décerné tous les deux ans pour distinguer des réalisations remarquables dans le domaine aérospatial.
Le bâtiment d’ingénierie aérospatiale de l'université du Michigan porte également son nom.
Le nom de François-Xavier Bagnoud a également été donné à la cabane de Panossière (« Cabane F.-X. B. Panossière »), située à 2 641 mètres d'altitude, dans les Alpes valaisannes, près du glacier de Corbassière,.

### Association FXB
En 1989, Albina du Boisrouvray fonde l'association François-Xavier Bagnoud en hommage à son fils. L'association a notamment comme objectif de lutter contre la pauvreté et le sida, et de soutenir les orphelins et les enfants vulnérables que la pandémie laisse dans son sillage.